# Tepetzintla, Hidalgo
Tepetzintla är en ort i Mexiko.   Den ligger i kommunen Huautla och delstaten Hidalgo, i den sydöstra delen av landet, 210 km nordost om huvudstaden Mexico City. Tepetzintla ligger 168 meter över havet och antalet invånare är 180.
Terrängen runt Tepetzintla är kuperad åt sydväst, men åt nordost är den platt. Runt Tepetzintla är det ganska tätbefolkat, med 65 invånare per kvadratkilometer. Närmaste större samhälle är Chicontepec de Tejada, 11,5 km söder om Tepetzintla. Omgivningarna runt Tepetzintla är en mosaik av jordbruksmark och naturlig växtlighet.